# Pimpełka
Pimpełka (lit. Pempelka) – chutor na Litwie, w okręgu wileńskim, w rejonie święciańskim, w gminie Nowe Święciany.

## Historia
W czasach zaborów zaścianek w powiecie święciańskim, w guberni wileńskiej Imperium Rosyjskiego. W 1905 roku liczył 6 mieszkańców.
W dwudziestoleciu międzywojennym zaścianek Pimpełka I i Pimpełka II leżały w Polsce, w województwie wileńskim, w powiecie święciańskim, w gminie Kołtyniany.
W 1931:
- Pimpełka I – w 1 domu zamieszkiwało 8 osób[2].
- Pimpełka II – w 1 domu zamieszkiwało 8 osób[2].

Od 1945 roku w Litewskiej Socjalistycznej Republice Radzieckiej.
Od 1990 na niepodległej Litwie.